# Министр иностранных дел Венгрии
Министр иностранных дел Венгрии (венг. Magyarország külügyminisztere) — министерский пост в правительстве Венгрии, который отвечает за внешнюю политику страны. Глава министерства иностранных дел Венгрии.

## Министры иностранных дел Венгерской республики в периодРеволюции 1848—1849
- Пал III Антал, князь Эстерхази — 7 апреля 1848 — 9 сентября 1848
- граф Казимир Баттьяни — (8 мая — 16 июля 1849).

## Министры иностранных дел Австро-Венгрии
См. Министр иностранных дел Австро-Венгрии

## Министры иностранных дел Венгрии с1918

### Министры иностранных дел Венгерской Демократической республики1918—1919
- граф Михай Каройи — (31 октября 1918 — 19 января 1919);
- Денеш Беринкеи — (19 — 24 января 1919);
- Ференц Харер — (24 января — 21 марта 1919).

### Народные комиссары иностранных делВенгерской Советской Республики1919
- Бела Кун — (21 марта — 3 апреля 1919);
- Йожеф Погань — (3 апреля — 24 июня 1919);
- Бела Кун — (24 июня — 1 августа 1919);
- Петер Агоштон — (1 — 7 августа 1919).

### Министры иностранных дел Венгрии в период регентстваадмиралаХортиидиктатурыФеренца Салаши1919—1944
- Габор Танцош — (7 — 15 августа 1919);
- Мартон Ловаси — (15 августа — 11 сентября 1919);
- Йожеф Шомшич — (11 сентября 1919 — 15 марта 1920);
- Шандор Шимоньи-Шемадам — (15 марта — 19 апреля 1920);
- граф Пал Телеки — (19 апреля — 22 сентября 1920);
- Имре Чаки — (2 сентября — 16 декабря 1920);
- граф Пал Телеки — (16 декабря 1920 — 17 января 1921);
- Густав Грац — (17 января — 12 апреля 1921);
- граф Пал Телеки — (12 — 14 апреля 1921);
- Миклош Банфи — (14 апреля 1921 — 19 декабря 1922);
- Геза Дарувари — (19 декабря 1922 — 7 октября 1924);
- граф Иштван Бетлен — (7 октября — 15 ноября 1924);
- Тибор Скитовски[венг.] — (15 ноября 1924 — 17 марта 1925);
- Лайош Валько — (17 марта 1925 — 9 декабря 1930);
- граф Дьюла Каройи — (9 декабря 1930 — 24 августа 1931);
- Лайош Валько — (24 августа 1931 — 1 октября 1932);
- Эндре Пуки — (1 октября 1932 — 9 января 1933);
- Дьюла Гёмбёш — (9 января — 4 февраля 1933);
- Кальман Канья — (4 февраля 1933 — 28 ноября 1938);
- Бела Имреди — (28 ноября — 10 декабря 1938);
- граф Иштван Чаки — (10 декабря 1938 — 21 декабря 1940);
- граф Пал Телеки — (21 декабря 1940 — 4 февраля 1941);
- Ласло Бардоши — (4 февраля 1941 — 7 марта 1942);
- Ференц Керестеш-Фишер — (7 — 9 марта 1942);
- Миклош Каллаи — (9 марта 1942 — 24 июля 1943);
- Енё Гици — (24 июля 1943 — 22 марта 1944);
- Дёме Стояи — (22 марта — 29 августа 1944);
- Густав Хенней[венг.] — (29 августа — 16 октября 1944);
- Габор Кемень — (16 октября 1944 — 28 марта 1945).

### Министры иностранных дел Демократической Венгрии1944—1949
- Янош Дьёндьёши — (22 декабря 1944 — 31 мая 1947);
- Эрнё Михайфи — (31 мая — 24 сентября 1947);
- Эрик Мольнар — (24 сентября 1947 — 5 августа 1948);
- Ласло Райк — (5 августа 1948 — 11 июня 1949).

### Министры иностранных делВенгерской Народной Республики1949—1989
- Дьюла Каллаи — (11 июня 1949 — 12 мая 1951);
- Карой Кишш — (12 мая 1951 — 14 ноября 1952);
- Эрик Мольнар — (14 ноября 1952 — 4 июля 1953);
- Янош Больдоцки — (4 июля 1953 — 30 июля 1956);
- Имре Хорват — (30 июля — 2 ноября 1956);
- Имре Надь — (2 — 4 ноября 1956);
- Имре Хорват — (4 ноября 1956 — 2 февраля 1958);
- Эндре Шик — (15 февраля 1958 — 13 сентября 1961);
- Янош Петер — (13 сентября 1961 — 14 декабря 1973);
- Фридьеш Пуйя — (14 декабря 1973 — 8 июля 1983);
- Петер Варкони — (8 июля 1983 — 10 мая 1989).

### Министры иностранных дел Венгрии с1989
- Дьюла Хорн — (10 мая 1989 — 23 мая 1990);
- Геза Есенский — (23 мая 1990 — 15 июля 1994);
- Ласло Ковач — (15 июля 1994 — 8 июля 1998);
- Янош Мартоньи — (8 июля 1998 — 27 мая 2002);
- Ласло Ковач — (27 мая 2002 — 30 сентября 2004);
- Ференц Шомодьи — (30 сентября 2004 — 8 июня 2006);
- Кинга Гёнц — (8 июня 2006 — 16 апреля 2009);
- Петер Балаж — (16 апреля 2009 — 29 мая 2010);
- Янош Мартоньи — (29 мая 2010 — 6 июня 2014);
- Тибор Наврачич — (6 июня — 23 сентября 2014);
- Петер Сийярто — (23 сентября 2014 — по настоящее время).